# Brač
Brač (wł. Brazza) – chorwacka górzysta wyspa przybrzeżna na Adriatyku, należąca do środkowej Dalmacji. Powierzchnia 395,44 km²; długość wybrzeża 180,61 km; ludność 14 tys. Od lądu stałego oddziela wyspę cieśnina o szerokości 5–12 km. Najwyższy punkt wyspy to Vidova Gora (778 m n.p.m.). Największa miejscowość wyspy to Supetar. Inne miejscowości: Pučišća, Sumartin, Sutivan, Selca, Škrip, Bol, Blaca, Milna. Wyspa sąsiaduje z wyspą Šolta. Dopłynąć do wyspy można promami Jadrolinija oraz Split Tours. Promy pływają z: Supetaru do Splitu, oraz z Sumartinu do Makarskiej.
W Bolu znajduje się najokazalsza żwirowa plaża na całym wybrzeżu wyspy, położona na półwyspie Zlatni rat. Na wyspie, gdzie rozwinęła się turystyka, znajduje się kilka małych plaż piaszczystych, z których na szczególną uwagę zasługuje zatoka Lovrečina na północnym wybrzeżu.
Z marmuru wydobywanego na wyspie budowano pałac Dioklecjana w Splicie, wykorzystano go także przy budowie Białego Domu w Waszyngtonie.
Ludność wyspy zajmuje się rybołówstwem, hodowlą owiec oraz uprawą oliwek, winorośli i tytoniu. Na wyspie znajdują się wytwórnie serów oraz konserw rybnych. Pochodzi stąd lokalna potrawa brački vitalac.

## Galeria

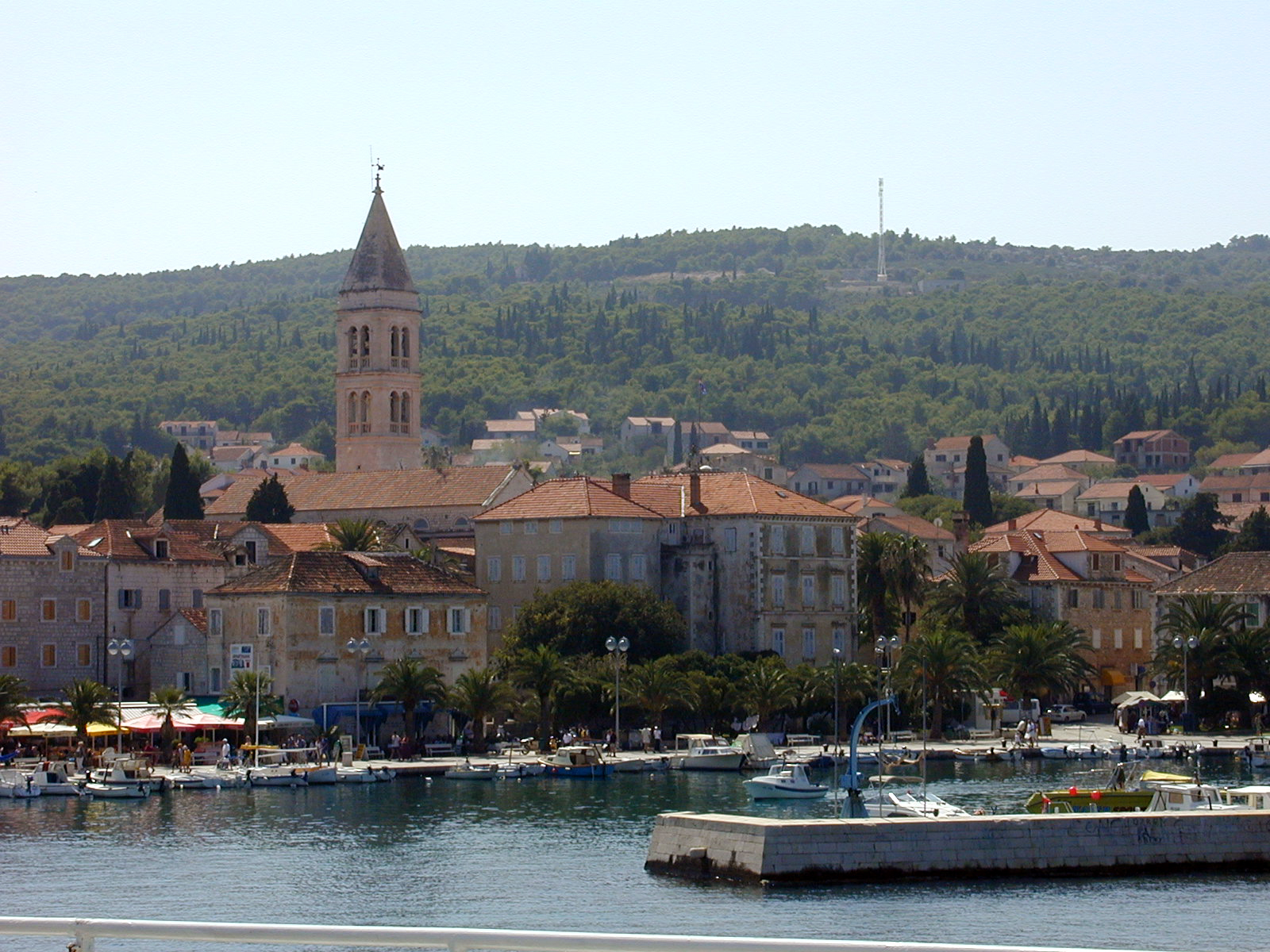
Supetar
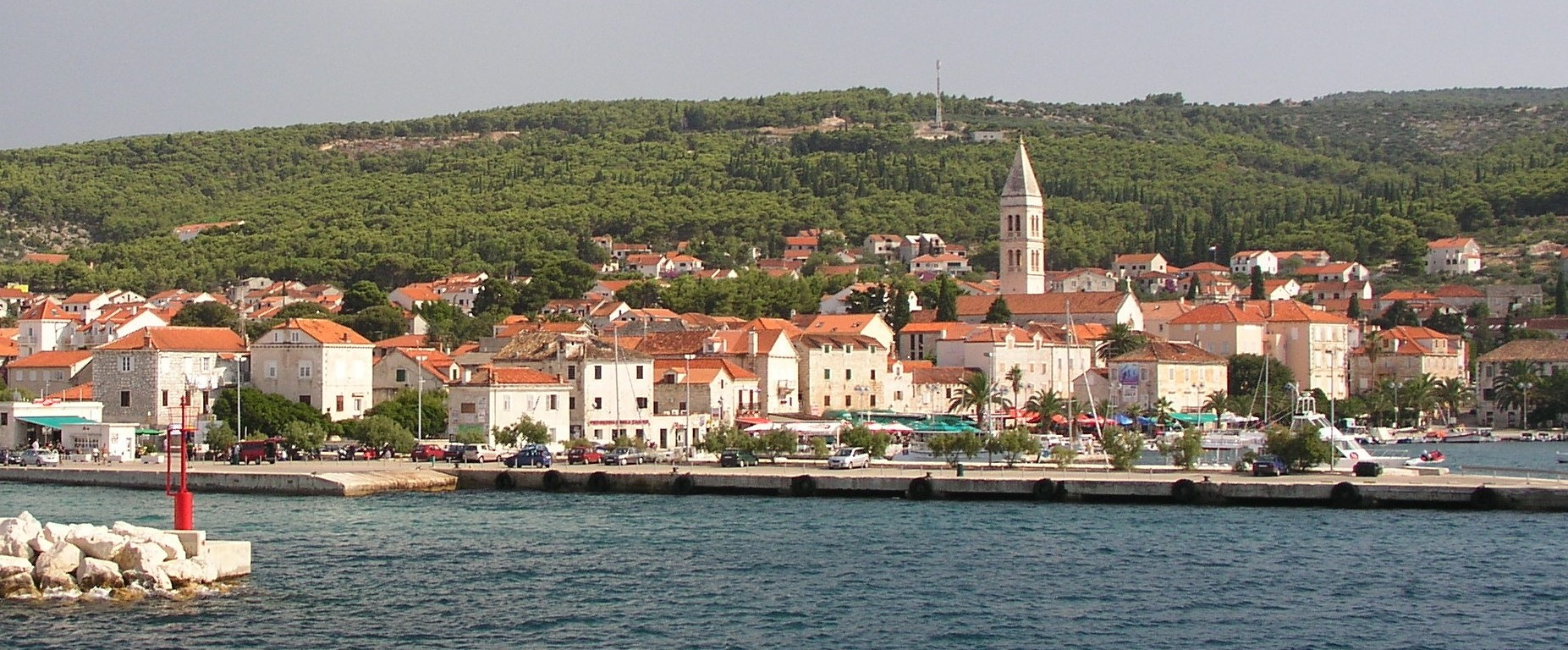
Panorama Supetaru
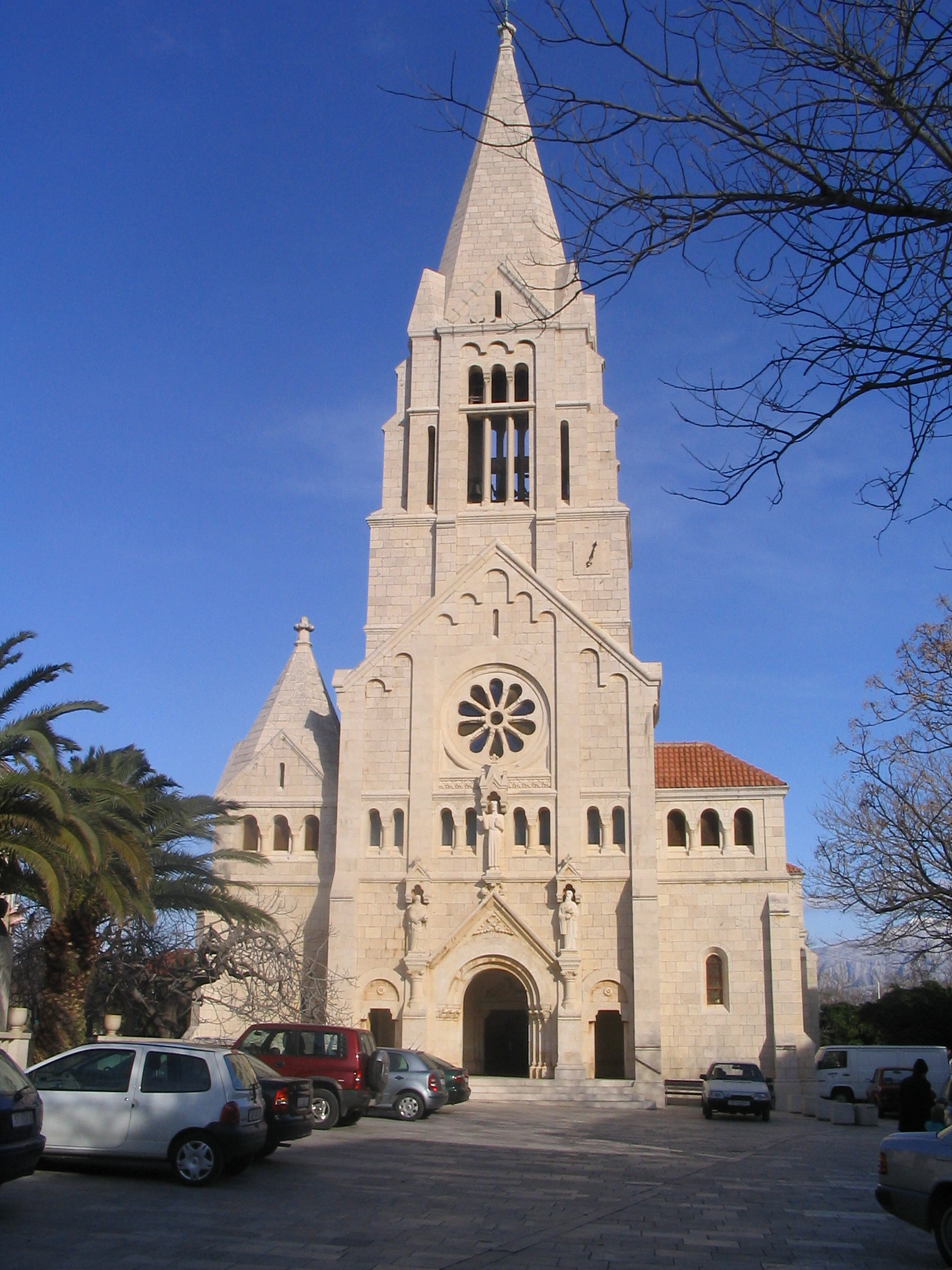
Kościół w Selcy
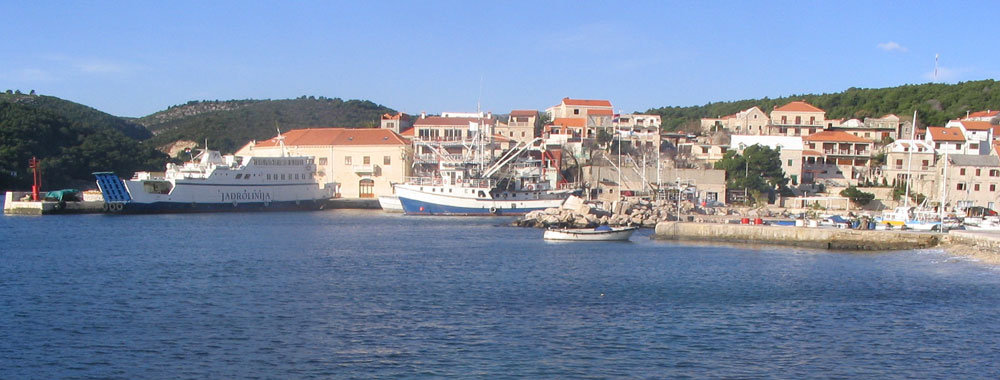
Sumartin
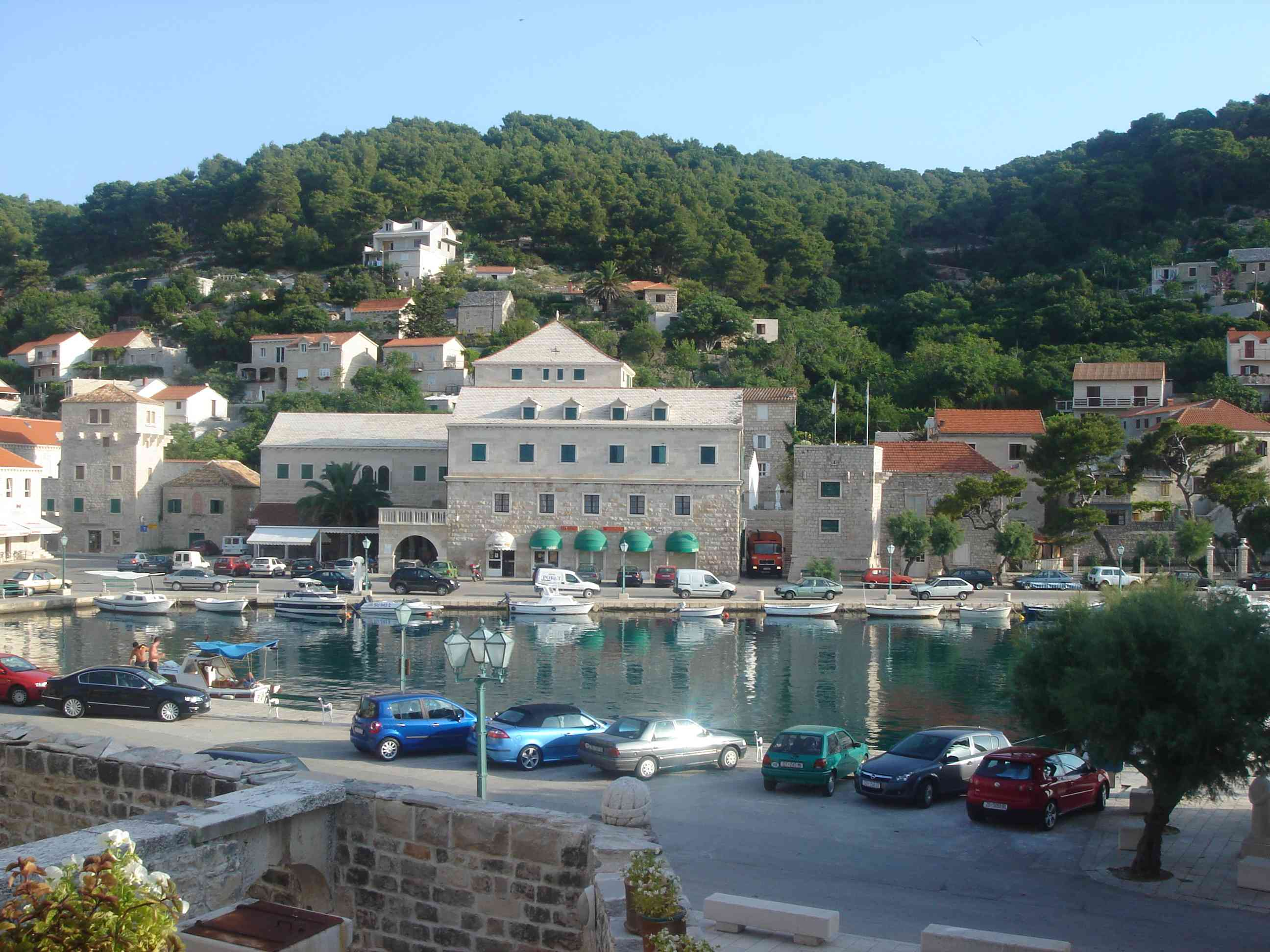
Pučišća
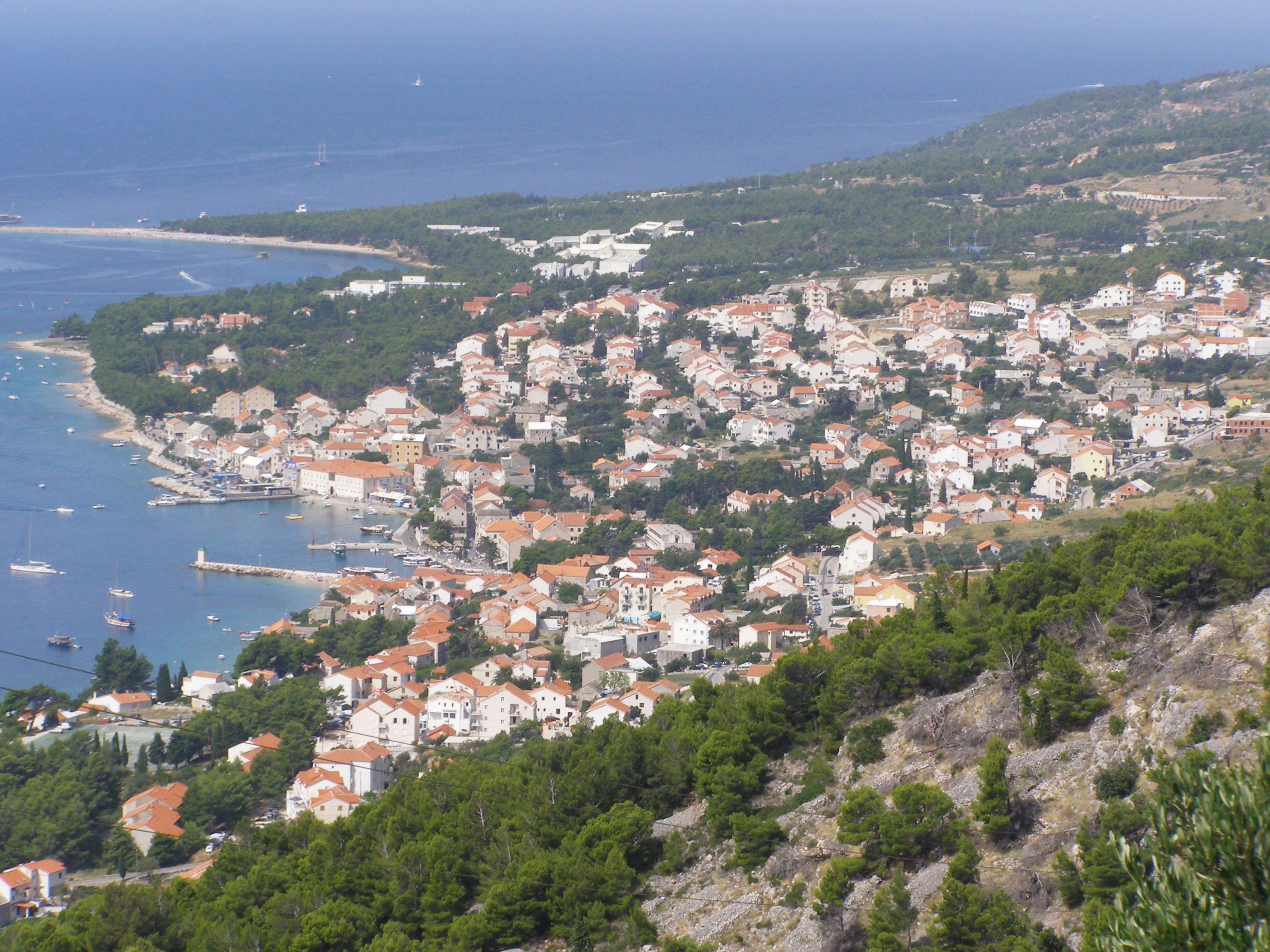
Bol